# Prumnopitys ferruginea
Prumnopitys ferruginea (міро) — вид хвойних рослин родини Подокарпових.
лат. ferrum — «залізо» епітет вказує на іржавий колір листя молодих рослин.

## Опис

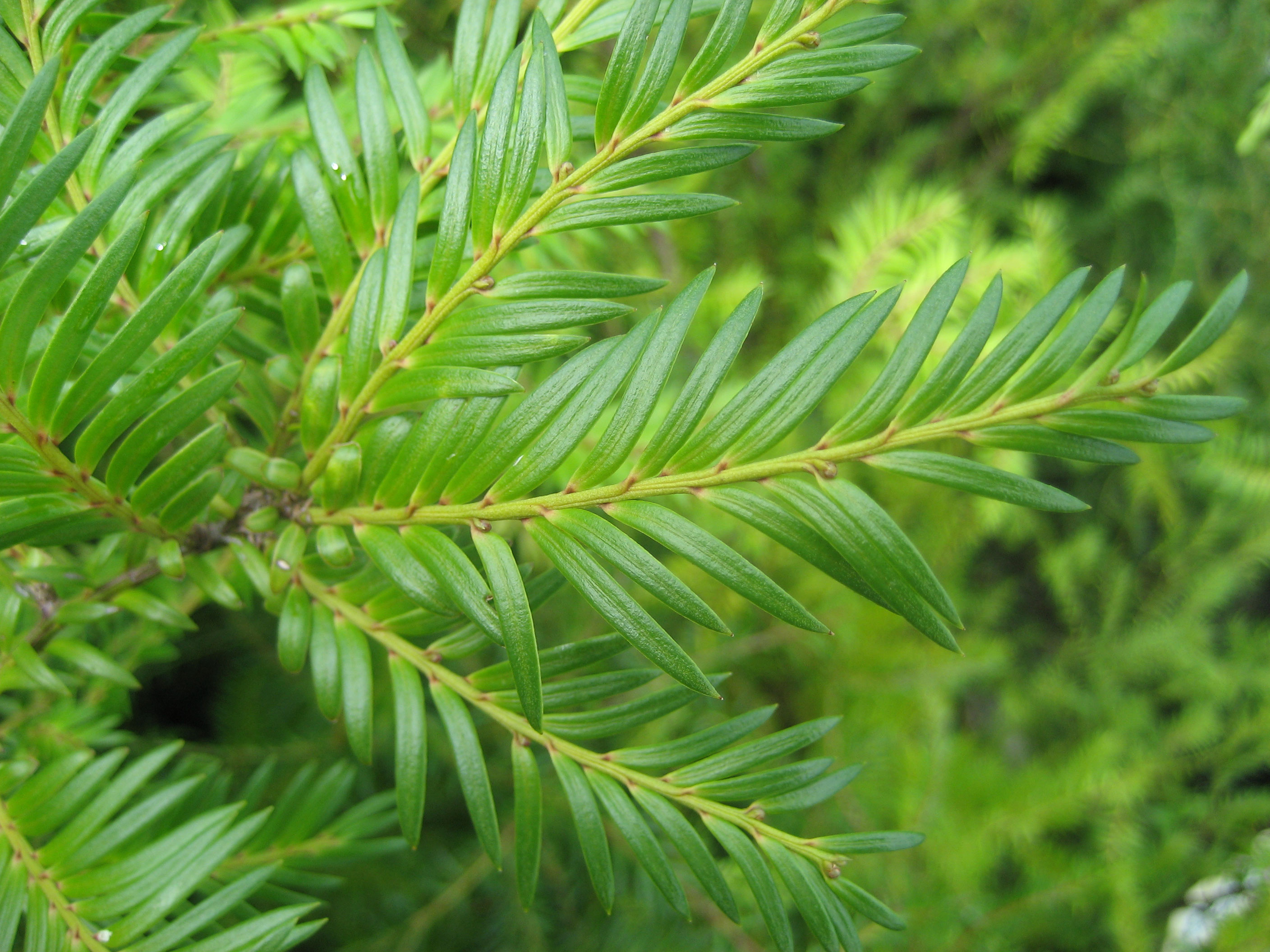
Листя

Дерево до 25 м заввишки і 100 см діаметром з круглим верхом. Кора луската, сіро-коричнева, лущиться на товсті лусочки. Листки молодих рослин світло-зелені або червоно-коричневі, довжиною до 30 мм, вузькі, лінійні, гострі. Дорослих рослин листки 15–25 × 2–3 мм, темно-зелені, вершина гостра. Пилкові шишки поодинокі, сидячі, прямовисні, сережкоподібні, довжиною 0.5–1.5 см, ростуть у пазухах листків. Зріле насіння повністю укладене в червоне, м'ясисте покриття.

## Поширення, екологія
Країни поширення: Нова Зеландія (Пн., Пд. о-ви). Є складовою частиною подокарпових лісів, що росте в низинних районах від близько рівня моря до близько 1000 м. Велика частина цих лісів уже зникла. Клімат включає в себе середньорічну температуру 10°С, з середнім мінімумом в найхолодніший місяць 1°С, а середня річна кількість опадів 2400 мм.

## Використання
Використовується в будівництві для підлог. Іноді з красивим візерунком, що робить бажаним для меблів, та столярних робіт. Вид рідкісний у вирощуванні, обмежені знаходиться в деяких ботанічних колекціях в теплих регіонах з помірним кліматом, таких як, Каліфорнія та Ірландія.

## Загрози та охорона
Вирубка лісів для ведення сільського господарства історично обумовили зниження чисельності дорослих дерев в популяціях. Це вже припинилося. Вирубки низовинних первинних лісів заборонена.